# Arc d'Alexandre Sever de Dougga
L'Arc d'Alexandre Sever de Dougga és actualment les restes d'una estructura que formaven un arc triomfal que estava dedicat a l'emperador Alexandre Sever al jaciment arqueològic de Dougga a Tunísia. Era proper al temple de Celestis de Dougga i a tocar d'una de les cisternes de Dougga, la d'Aïn El Hammam. No gaire lluny hi havia hagut anteriorment un temple pseudoperípter a Caracal·la.
Fou construït el 228. L'arcada (de quatre metres d'obertura sostinguda per dos peus decorats amb nínxols rectangulars poc fondos) encara es conserva en bon estat però la part superior està deteriorada. Fou construït per agrair a l'emperador els privilegis concedits a la ciutat.